# Jung Il-woo
Jung Il-woo (hangul: 정일우, hancha: 丁一宇; ur. 9 września 1987) – południowokoreański aktor. Jest znany z ról w serialach Geochim-eops-i High Kick (2006), Dor-a-on Iljimae (2009), 49 il (2011), Kkonminam ramyeongage (2011), Haereul pum-eun dal (2012) i Cinderella-wa ne myeong-ui gisa (2016).
W listopadzie 2016 roku zdiagnozowano u niego tętniaka mózgu. Mimo że to zwolniłoby go z obowiązku służby wojskowej, Jung zdecydował się na jej odbycie i rozpoczął ją w grudniu.

## Filmografia

### Filmy
| Rok  | Tytuł                               | Rola              |
| ---- | ----------------------------------- | ----------------- |
| 2006 | Joyonghan sesang (kor. 조용한 세상) | młody Ryu Jung-ho |
| 2007 | Nae sarang                          | Ji-woo            |
| 2016 | Nu hanzi zhen'ai gongshi            | Ge Yang           |

### Telewizja
| Rok  | Tytuł                                    | Rola                        | Stacja telewizyjna |
| ---- | ---------------------------------------- | --------------------------- | ------------------ |
| 2006 | Geochim-eops-i High Kick                 | Lee Yoon-ho                 | MBC                |
| 2008 | Keukeuseom-ui bimil (kor. 크크섬의 비밀) | Lee Yoon-ho (cameo, odc. 1) | MBC                |
| 2009 | Dor-a-on Iljimae                         | Iljimae                     | MBC                |
| 2009 | Agassireul butakhae                      | Lee Tae-yoon                | KBS2               |
| 2009 | Jibungttulgo High Kick                   | Il-woo (cameo, odc. 35)     | MBC                |
| 2011 | 49 il                                    | Scheduler/Song Yi-soo       | SBS                |
| 2011 | Kkonminam ramyeongage                    | Cha Chi-soo                 | tvN                |
| 2011 | High Kick! Jjalb-eun dariui yeokseup     | Il-woo (cameo, odc. 40)     | MBC                |
| 2012 | Haereul pum-eun dal                      | książę Yang-myung           | MBC                |
| 2013 | Jikjang-ui sin                           | Cha Chi-soo (cameo, odc. 3) | KBS2               |
| 2013 | Hwanggeum mujigae                        | Seo Do-young                | MBC                |
| 2014 | Yagyeongkkun ilji                        | Lee Rin                     | MBC                |
| 2015 | Gopumgyeok jjaksarang                    | Choi Se-hoon                | Naver TV Cast      |
| 2016 | Cinderella-wa ne myeong-ui gisa          | Kang Ji-woon                | tvN                |
| 2017 | Love and Lies (กลรักเกมมายา)              | Tim                         | True4U             |
| TBA  | Nuren hua si meng (chn. 女人花似梦)      | Kim Moon-ho                 | Hunan TV           |

## Nagrody i nominacje
| Rok  | Ceremonia                          | Nagroda                                                                    | Wynik     |
| ---- | ---------------------------------- | -------------------------------------------------------------------------- | --------- |
| 2007 | 44. Baeksang Arts Awards           | Najlepszy nowy aktor filmowy (Nae sarang)                                  | Nominacja |
| 2007 | 9th Mnet KM Music Festival         | Best Actor in a Music Video (Goodbye Sadness)                              | Wygrana   |
| 2007 | 1st Mnet 20's Choice Awards        | New Star Award (Geochim-eops-i High Kick)                                  | Wygrana   |
| 2007 | 1st Mnet 20's Choice Awards        | Drama Star Award (Geochim-eops-i High Kick)                                | Wygrana   |
| 2007 | MBC Entertainment Awards           | Best Male Newcomer in a Comedy/Sitcom (Geochim-eops-i High Kick)           | Wygrana   |
| 2009 | 2nd Korea Junior Star Awards       | Daesang, telewizja (Dor-a-on Iljimae)                                      | Wygrana   |
| 2009 | KBS Drama Awards                   | Najlepszy nowy aktor (Nae sarang)                                          | Nominacja |
| 2012 | 7th Asia Model Festival Awards     | Fashionista Award (49 il, Kkonminam ramyeongage)                           | Wygrana   |
| 2012 | 2nd Ministry of Health and Welfare |                                                                            | Wygrana   |
| 2012 | 7th Huading Awards                 | Asia Male Actor Award                                                      | Wygrana   |
| 2012 | MBC Drama Awards                   | Excellence Award, Actor in a Miniseries (Haereul pum-eun dal)              | Nominacja |
| 2013 | iQiyi Awards                       | Male Actor Award                                                           | Wygrana   |
| 2013 | MBC Drama Awards                   | Excellence Award, Actor in a Special Project Drama (Hwanggeum mujigae)     | Nominacja |
| 2014 | MBC Drama Awards                   | Top Excellence Award, Actor in a Special Project Drama (Yagyeongkkun ilji) | Wygrana   |
| 2015 | Asia Influence Awards              | Most Popular Actor                                                         | Wygrana   |
| 2016 | Asia Model Awards                  | Asia Special Award                                                         | Wygrana   |